# Pedro Francisco de Uriarte
Pedro Francisco de Uriarte (Santiago del Estero, Virreinato del Perú, 29 de junio de 1758 – Loreto, Confederación Argentina, 30 de agosto de 1839) fue un sacerdote y político que participó activamente en el período de independencia argentina. A lo largo de su vida política ocupó diferentes cargos, entre ellos el de diputado por Santiago del Estero ante el Congreso de Tucumán. Allí fue uno de los firmantes de la declaración de independencia de Argentina, el 9 de julio de 1816. 

## Biografía
Pedro Francisco de Uriarte nació en Santiago del Estero el 29 de junio de 1758. Fue hijo del inmigrante español Juan José de Uriarte y de Bernarda Gregoria de Ledesma.
Quedó huérfano de padre desde niño y aprendió las primeras letras en la escuela de los orden franciscana. Estudió artes y teología y se ordenó de presbítero en 1783, doctorándose en cánones en la Universidad de Córdoba. En 1786, se trasladó a Buenos Aires y trabajó como capellán en la Casa de Ejercicios, dirigida en ese entonces por María Antonia de Paz y Figueroa. En 1787 se incorporó a la Tercera Orden de San Francisco.
En 1793 se creó el curato de Loreto, en Santiago del Estero, donde Uriarte fue nombrado por concurso como su primer titular. Ejerció en una capilla que había construido José B. de Islas en la estancia heredada de su abuela, Catalina Bravo de Zamora. En 1802 el entonces obispo de Córdoba, Ángel Mariano Moscoso, lo designó como vicario foráneo de Santiago del Estero.
Uriarte fue un hombre generoso y estuvo del lado de los patriotas en 1810, ayudando con dinero cuando había que donar a las fuerzas patrias. El 6 de diciembre de ese año, fue elegido por el Cabildo de Santiago del Estero como diputado representado a esa provincia en la Junta Grande. Demostró su honradez al devolver al Cabildo lo que le había sobrado de sus viáticos.
El 3 de abril de 1815, fue elegido como representante por Santiago del Estero, junto con Pedro León Díaz Gallo, en el Congreso de Tucumán y por tanto fue uno de los firmantes de la Declaración de la Independencia en 1816 de las entonces llamadas Provincias Unidas en Sudamérica. Integró la comisión que redactó el reglamento para el Directorio Supremo.
Con el Congreso ya trasladado a Buenos Aires en 1817, fue designado su vicepresidente. En 1818 propuso por la repartición de tierras, resultando por ello el precursor de la Ley de colonización. Estuvo en contra de entronizar al duque de Luca en el gobierno. Posteriormente intervino en la sanción de la Constitución de 1819.
Diluido el Congreso en 1820, fue arrestado por orden de Manuel de Sarratea junto con otros diputados y acusado arbitrariamente de haber querido entregar el país a una nación extranjera. Luego de dos meses, y por pedido del gobernador Ramos Mejía, se lo liberó pudiendo así regresar a Santiago del Estero. Allí encontró a su provincia en guerra con la provincia de Tucumán para lograr la autonomía, por lo que dolido optó por retirarse a su curato de Loreto.
Más tarde, la junta de la Venerable Tercera Orden de Santiago lo eligió ministro, en 1824 y 1825. En 1830 fue arrestado por el gobernador Juan Felipe Ibarra, y encarcelado en El Bracho. Tras largos padecimientos, pudo salir gracias al pago de una importante suma de dinero.
Falleció a los 81 años, el 30 de agosto de 1839, al frente de su curato y mientras celebraba misa en honor a Santa Rosa de Lima. Sus restos fueron sepultados en la iglesia de Loreto.